# 近松寺
近松寺（ごんしょうじ）は、滋賀県大津市逢坂にある天台寺門宗の寺院。総本山園城寺の別所。山号は長等山。本尊は千手観音。

## 歴史
延喜4年（904年）、園城寺南院の現・長等公園東側の現在地に天台密教の大成者である五大院安然和尚によって創建される。創建時は本堂、法華堂、三重塔などがあり、後に園城寺南院の別所寺院となる。
応仁3年（1469年）には延暦寺に弾圧された浄土真宗本願寺派の蓮如を園城寺が保護し、南院の万徳院の斡旋もあり、近松寺の敷地の一部を譲っている。蓮如はそこに後に近松別院となる堂を建立している。
安土桃山時代の文禄4年（1595年）、園城寺が豊臣秀吉の怒りに触れて寺領を没収されて廃寺となった際に近松寺も衰微した。しかし、秀吉の死の直前に園城寺は再興され、それに伴って慶長9年（1604年）に本堂が再建された。
江戸時代の元禄2年（1689年）頃に音曲諸芸道の氏神を祀る関蝉丸神社が園城寺の傘下に入ったが、当寺はそれを支配下に置くと、以降は関蝉丸神社の免許を持って全国を行脚し説教讃語諸勧進、説教節を生業とする芸能者を統括するようになった。そのため、当寺には芸能者がよく出入りするようになった。
近松門左衛門こと杉森信盛が寛文12年（1672年）に当寺に入り、3年間をこの地で過ごしたという。
現在の本堂は享保元年（1716年）の再建であり、本尊は千手観音である。北に隣接し、渡廊下で繋がっている阿弥陀堂は、嘉永3年（1850年）の建立で善光寺如来堂ともいい、本尊は善光寺如来である。
近松寺は別名に高観音ともいうが、これは園城寺の観音菩薩の中で一番高いところに所在しているからだという。
園城寺五別所のうちで創建時から場所を移動していないのは当寺のみである。

## 境内
- 本堂（大津市指定有形文化財） - 享保元年（1716年）再建。
- 渡廊下（大津市指定有形文化財） - 嘉永3年（1850年）建立。
- 阿弥陀堂（善光寺如来堂、大津市指定有形文化財） - 嘉永3年（1850年）建立。
- 庫裏
- 弁財天社
- 豆粉地蔵堂

## 文化財

### 大津市指定有形文化財
- 本堂 附：阿弥陀堂・渡廊下
- 銅造千手観音菩薩立像 - 像高37センチ。平安時代にはあまり類例を見ない珍しいつくり。

## 前後の札所
近江西国三十三観音霊場
3 石山寺　-　4 近松寺　-　5 園城寺
江州三十三観音
2 泉水寺　-　3 近松寺　-　4 園城寺
びわ湖百八霊場
4 西徳寺　-　5 近松寺　-　6 園城寺